# Гимназия М. А. Стельмашенко
Гимназия М. А. Стельмашенко — частная мужская гимназия, открытая в Киеве в 1907 году.
Гимназия была основана священником Михаилом Авксентьевичем Стельмашенко, желавшим создать учебное заведение для воспитания молодежи в национальном, монархическом духе. В гимназию принимали только учеников христианского вероисповедания. Официальное открытие состоялось 30 сентября 1907 года в составе 4 основных и одного приготовительного класса, в которые было принято 250 учеников, из них около 100 переведены из других гимназий по просьбе родителей. Также при гимназии был открыт пансион на 30 воспитанников.
Первоначально гимназия занимала особняк по адресу Владимирская улица, 40/2 (напротив Золотых ворот), а в 1910 году переехала в собственное пятиэтажное здание по адресу Рыльский переулок, 10, построенное по проекту архитектора М. Г. Артынова. Также была сооружена домовая церковь Св. Алексия, для которой Николай II пожаловал Федоровскую икону Божьей Матери из Софийского собора.
Среди преподавателей: художник Д. Г. Торов, учитель русской словесности П. Я. Королёв, отец известного конструктора С. П. Королёва. В гимназии учились братья Пётр и Николай Носовы. Последний описал свои первые гимназические годы в воспоминаниях:

Фамилия владельца нашей гимназии была Стельмашенко, в силу чего учащихся этого учебного заведения звали стельмашенковцами, стельмашаковцами или же просто стельмашаками. Форма у нас была такая же, как и у остальных гимназистов, то есть: синевато-серые гимнастерка и брюки и синяя фуражка, украшенная кокардой. По этой кокарде легко было отличить стельмашенковца от учащегося любой другой гимназии. У всех других гимназистов на кокарде была изображена цифра, обозначавшая номер гимназии, в которой он учился. У нас же на кокарде вместо цифры была буква «С», то есть начальная буква фамилии Стельмашенко. Таким образом, с этой буквой на лбу мы ходили как бы клейменые, и нередко на улице можно было услышать по своему адресу: — Вон стельмашака идет.

В 1916—1917 учебном году в гимназии было 8 основных, 8 параллельных и 2 приготовительных класса; число учеников составляло 764 человека, плата за учение — от 45 до 70 рублей за полугодие в зависимости от класса. В 1917 году М. А. Стельмашенко передал гимназию городскому самоуправлению, после чего она стала именоваться Киевской 9-й гимназией.
В советское время в здании гимназии находилась Высшая партийная школа ЦК КПУ, а после 1991 года — коммерческий банк.